# Fruita seca

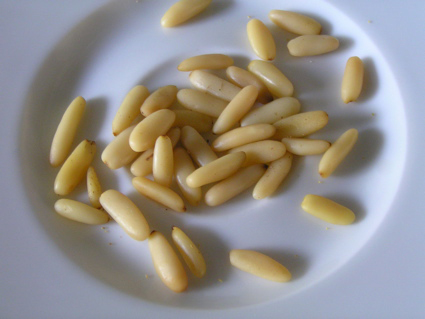
Pinyons

La fruita seca són els fruits comestibles de certes plantes i arbres que en la seva composició natural (sense activitat humana manipulant) tenen menys d'un 50% d'aigua i solen estar envoltats d'una closca dura. Són aliments molt energètics, rics en greix, en proteïnes, així com en oligoelements. Segons el tipus de fruita seca, també poden aportar bones quantitats de vitamines (sobretot del grup B) o àcids grassos omega 3 (poliinsaturats).
Cal distingir la fruita seca de les fruites dessecades, que s'hi solen incloure a nivell popular, en gastronomia i en botigues. També cal dir que el nom tradicional, «de tota la vida», és fruita seca, mentre que modernament s'ha popularitzat també el terme fruits secs, per influència del castellà.

## Fruites seques
Algunes fruites seques són:
- Ametlles
- Anacards
- Avellanes

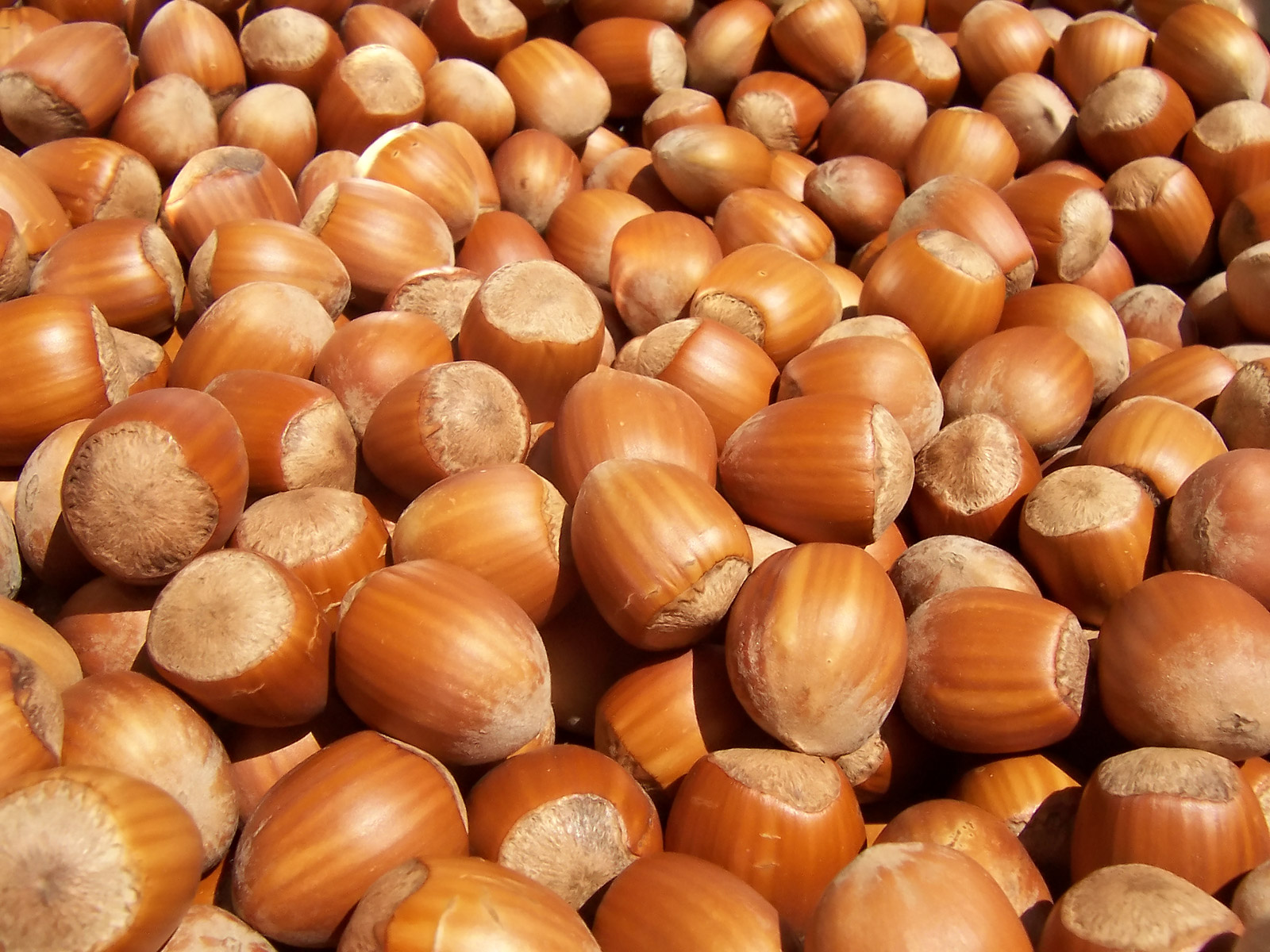
Avellanes

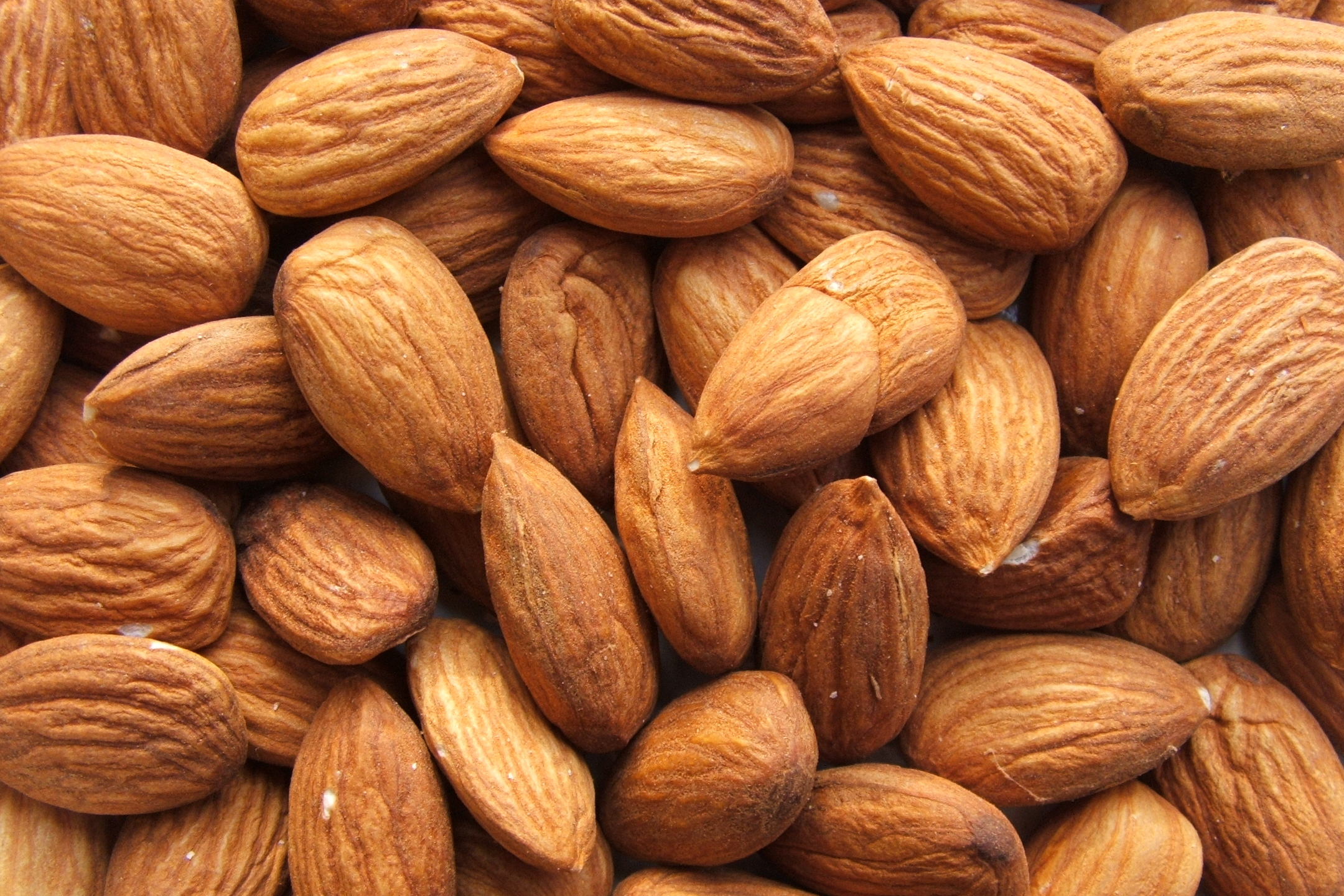
Ametlles

- Cacauets, (tot i que els cacauets són una llegum, per les seves propietats nutricionals i la seva composició, s'assemblen força i sovint es classifiquen com a fruita seca) molt emprats en les gastronomies d'Àsia, per exemple en la cuina xinesa i d'alguns països de l'Àfrica negra.
- Nous
- Festucs o pistatxos, se solen menjar torrats amb sal.
- Llavors de gira-sol
- Pinyons, (tot i que els pinyons són llavors, no fruits, per les seves propietats nutricionals i la seva composició, a la gastronomia sovint es classifiquen com a fruita seca)
- Castanyes
- Llavors de carbassa

## Nutrició
La fruita seca és molt rica en alguns elements beneficiosos per a la salut, per exemple tots ells contenen quantitats apreciables de vitamina E, que té propietats antioxidants. Posseeixen la majoria de les vitamines B, totes aquestes vitamines unit a la quantitat de sals minerals fonamentals en metalls tals com el fòsfor, i el magnesi, el coure, el ferro, etcètera els converteixen en un aliment molt popular entre els vegetarians.
Alguns metalls tals com el seleni i el zenc presents en els anacards i en les nous provinents de Brasil mantenen la fertilitat masculina, ja que està observat que les dietes baixes en aquests metalls disminueixen el nombre d'espermatozous.

## Usos

### Gastronòmics

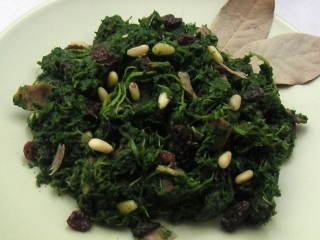
Espinacs a la catalana (amb panses i pinyons), un plat típic.

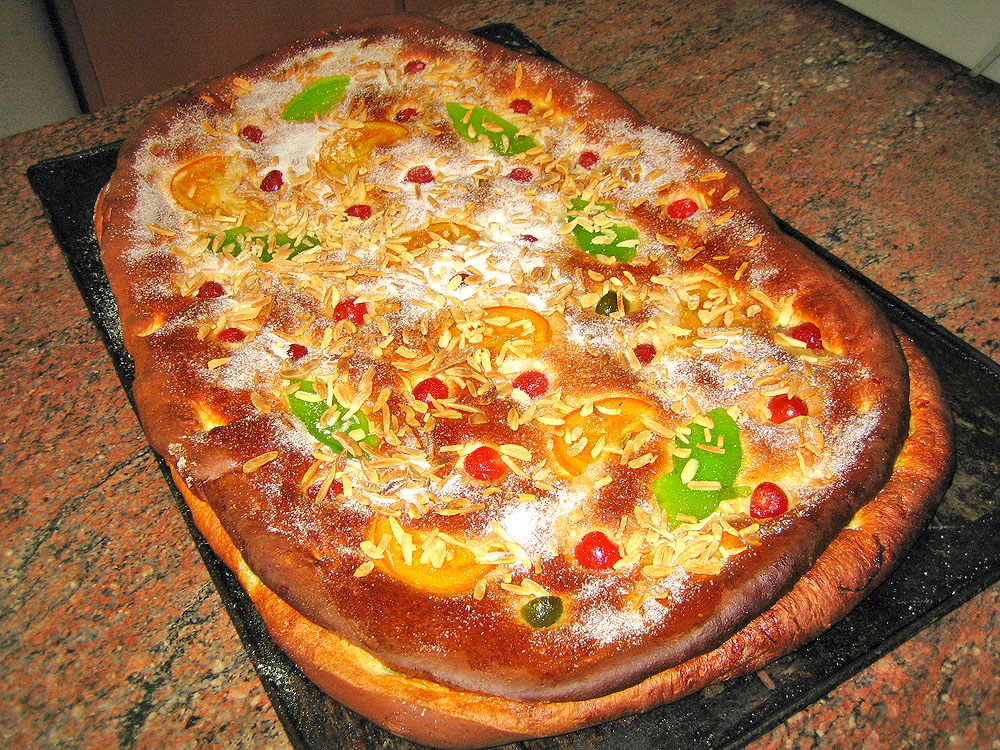
Coca de Sant Joan

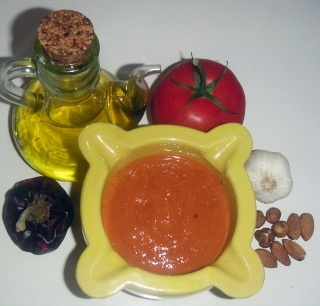
Salsa romesco

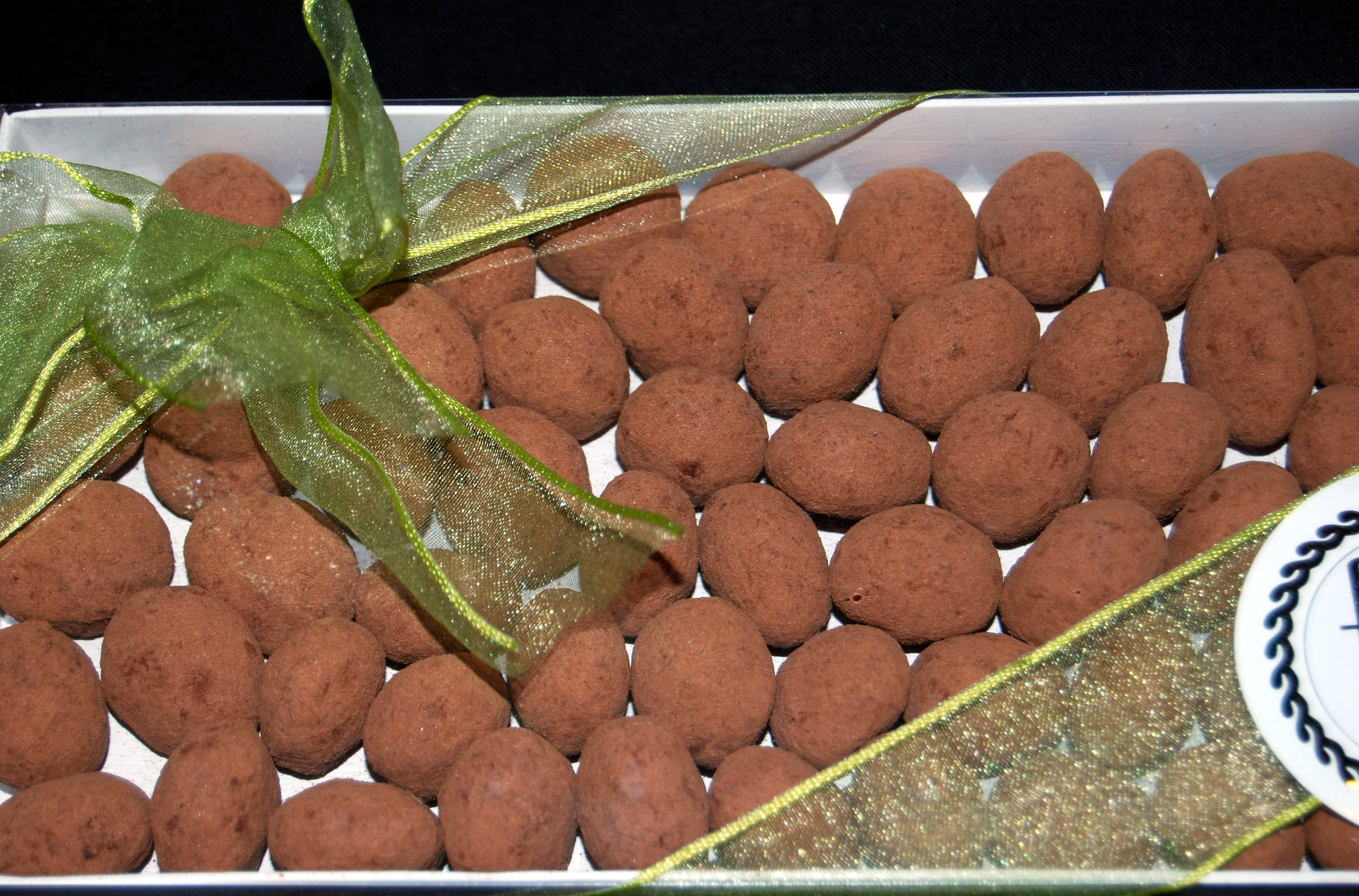
Catànies

Són un dels ingredients indispensables de la cuina mediterrània, incloent entre altres la cuina catalana, persa i l'àrab. De la mediterrània occidental, a Catalunya és on el seu consum és més massiu. Se sol emprar molt la fruita seca en la gastronomia, per exemple per a picar, a l'aperitiu, a les picades (per cuinar), en amanides i plats de verdura (per exemple, els espinacs amb panses i pinyons, per a mandonguilles, canelons i farces d'aus i carns, en plats guisats de carn o amb peixos, per exemple amb bacallà (amb panses i pinyons, per exemple). De vegades es poden trobar enriquint alguns embotits i botifarres. Es poden afegir a coques i panades, tant salades com dolces.
Als Països Catalans són pressents a salses tradicionals com, típicament, per exemple, la romesco, balandra, xató, salvitxada, salsa de Nadal, salsa Mossona, etc. i de vegades s'afegeixen per enriquir d'altres que en principi no les tenen, per exemple pinyons a l'olivada. Altres salses conegudes a base de fruita seca són, per exemple el pesto genovès i el de Trapani, aquest darrer molt similar a les salses catalanes mencionades anteriorment.
La fruita seca és molt habitual a les postres, que poden anar des d'unes senzilles postres de músic, o unes nous amb formatge, per exemple, a tota mena de dolços (torró, panellets, carquinyolis, baklava, amargos, arnadí, catànies, menjar blanc, nocilla, crema de castanya, etc.) i pastissos (mona de Pasqua, tortada, coca de músic, etc.). Les castanyes es mengen per a Tots Sants i també en altres dies de la tardor, tradicionalment torrades encara que alguns les prefereixin crues. A Aragó, per a Tots Sants es mengen amb anís.
També es poden emprar per a begudes, com és el cas de la llet d'ametlla, l'orxata de xufa o d'avellana, l'aigua de nous, etc.

#### Comentari d'enologia
Alguns dels aromes de fruita seca que es poden apreciar als vins blancs com en els negres no provenen de l'addició d'aquestes fruites al vi, sinó a la maduració que ha aconseguit el sabor.

### Industrials
S'ha pensat i en alguns casos s'han fet experiències per emprar les closques de la fruita seca com a combustible (closques de pinyons, ametlles, etcètera) al sector domèstic, en el que es denomina biomassa, però presenten el problema de ser un recurs encara menys sostenible que el petroli i que s'haurien de devastar enormes quantitats de terres només per a aconseguir un nombre de plantacions prou elevat, però encara insuficient. Aquestes plantacions no es podrien fer a qualsevol lloc, ja que no totes les terres ni climes tenen les condicions adients, i a més privarien els seus habitants d'altres usos, com l'agricultura alimentària, la pastura, l'habitatge o d'altres, a més de les malmeses de paisatge i la supressió d'espècies vegetals i animals. D'altra banda, seria enormement ineficient al costat d'altres solucions semblants amb altres vegetals que, tenint com a explotació els mateixos inconvenients, almenys es produirien en més grans quantitats. D'altra banda, com la resta de productes orgànics, poden ser separats a la seva recollida de residus urbans i industrials i ser cremats per a fer biogàs i obtenir compost. Les closques, a la indústria, són un subproducte que s'utilitza per a diversos usos.
Les closques polvoritzades d'alguns d'ells s'utilitzen per a fer aglomerats que substitueixen la fusta per a fer mobles i alguns objectes, principalment joguines i elements decoratius. El pols de les closques i de vegades dels fruits s'utilitzen per a fer cremes exfoliants.

### Medicinals
Les propietats i composts alimentaris que posseeixen les converteixen en eines valuoses per a la medicina preventiva des del punt de vista d'una nutrició sana.